# Альпіністська мотузка

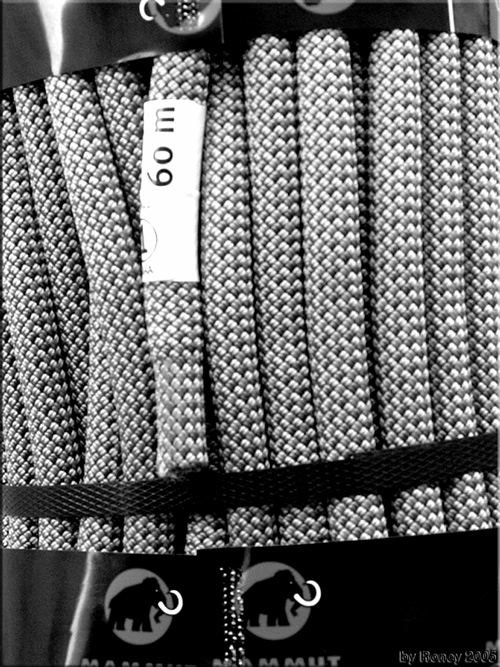
Альпіністська мотузка

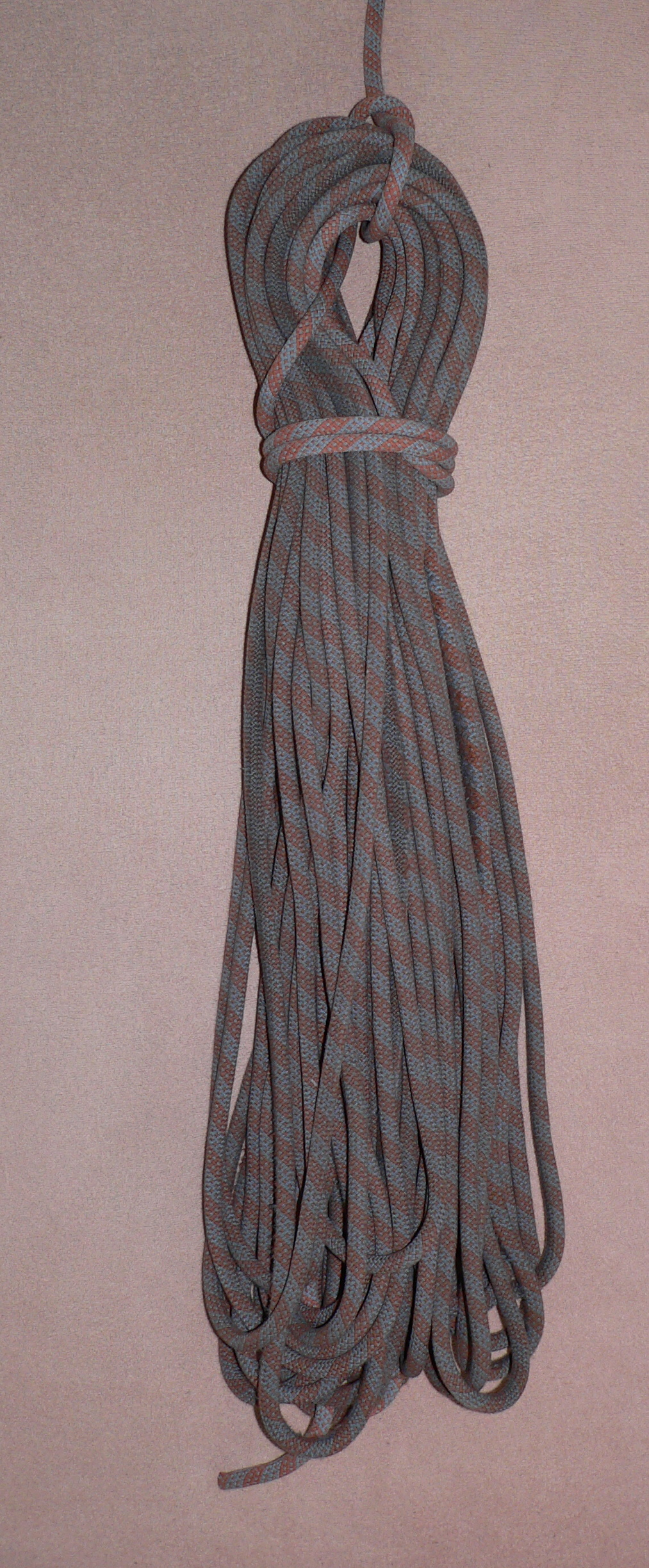
Альпіністський шнур діаметром 9,8 мм

Альпіністська мотузка, альпіністський шнур — спеціальна мотузка з особливими динамічними і статичними якостями, яка застосовується в альпінізмі, скелелазінні та спелеології.

## Історія

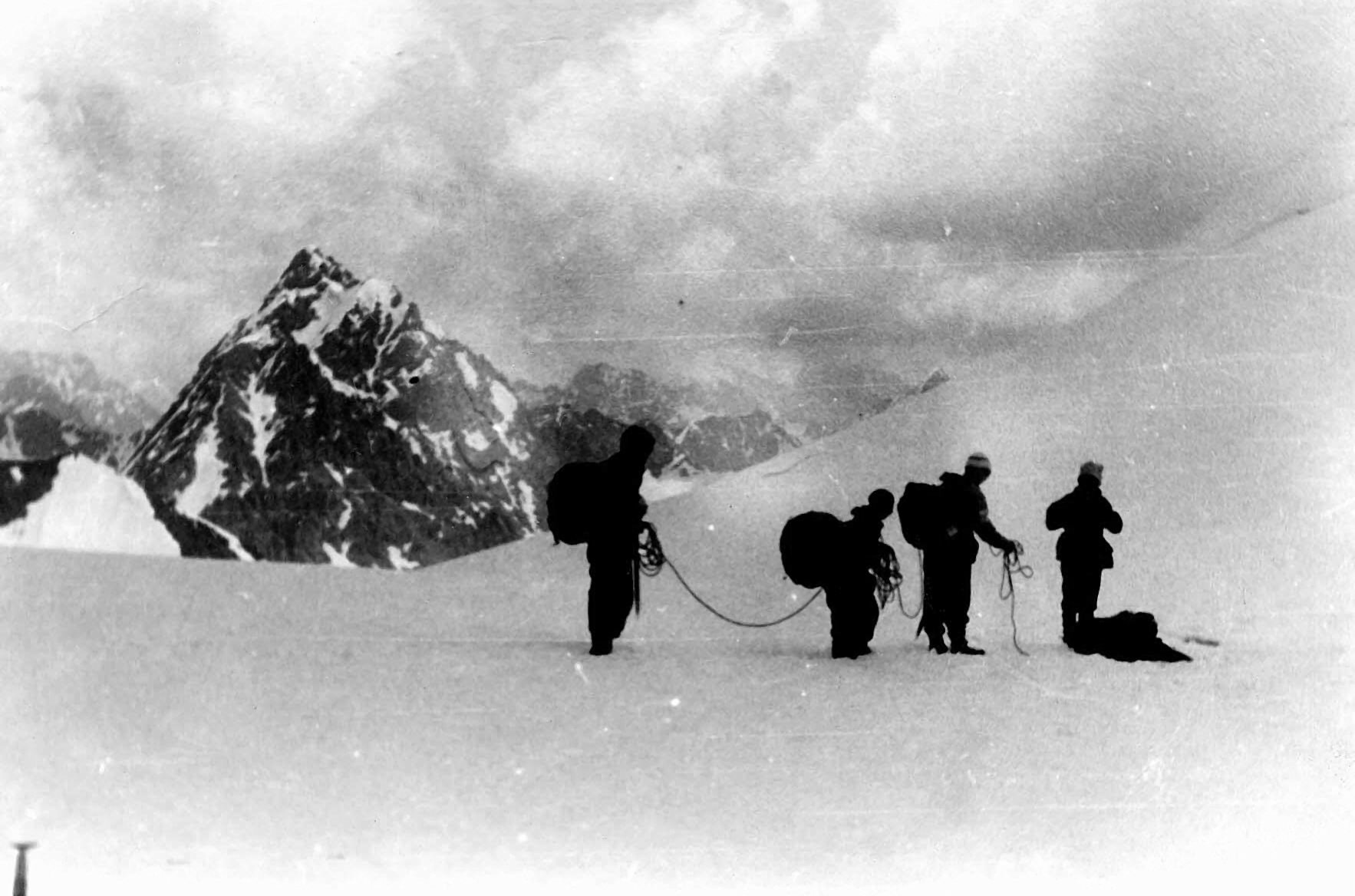
Приклад застосування альпіністської мотузки. Українські альпіністи із Запоріжчини на перевалі Сімох, 1968 р.

Історія застосування мотузок в альпінізмі бере свій початок з моменту перших сходжень в Альпах в XVIII столітті. Спочатку це були кручені лляні мотузки, які витримували ривок до 700 кг і не могли забезпечити необхідну надійність. Поступово росла складність альпіністських маршрутів, змінювалися технології виробництва, в 1950-х роках почали застосовуватися синтетичні мотузки, що призвело до появи динамічних мотузок і нових методів страховки (нижня глуха страховка, докладніше див. страховка (в альпінізмі)). В 1953 р. фірма «Edelrid» вперше застосувала плетену мотузку (мотузку кабельної конструкції; детальніше про будову мотузок див. трос).

## Типи мотузок

### Матеріали
Альпіністські мотузки виготовляються в основному з поліаміду (нейлону, капрону; вони міцні, еластичні, зносостійкі, досить стійкі до вологи і до впливу хімічних речовин крім кислот). Іноді застосовується також поліестер (менш еластичний і мотузка погано тримає вузол), зрідка кевлар (мотузки з кевлару найміцніші, але вони найменш довговічні і погано тримають вузли).

### Кручені і плетені мотузки
В даний час існує два типи мотузок: кручені і плетені (мотузки кабельного типу). Зазвичай, при однаковому матеріалі і однаковій товщині, кручена мотузка, в порівнянні з плетеними, має кращі характеристики міцності і динамічні характеристики. У той же час, завдяки тому, що плетена мотузка має несучу серцевину і захисну обплетення, вона краще захищена від механічних пошкоджень і несприятливого впливу сонячного світла. В типовій мотузці такого типу серцевина складається з декількох десятків тисяч синтетичних ниток. Вони розподілені на два, три або більше прямих, плетених або кручених джгути, в залежності від конкретної конструкції і необхідних експлуатаційних характеристик. Наприклад, серцевина динамічної мотузки типу «Classic» виробництва «Edelrid» складається з 50400 ниток товщиною 0,025 мм, а її захисне обплетення з 27000 ниток. Плетені мотузки також зручніші для зав'язування вузлів.
Захисне обплетення мотузок для альпінізму зазвичай забарвлене. Кольори можуть бути самі різні, але завжди яскраві, що створює зручність при роботі з двома і більше мотузками. Обплетення більшості спелеологічних мотузок і «технічних» мотузок біле.

### Діаметр мотузки
Діаметр динамічних і статичних мотузок, вироблених більшістю спеціалізованих фірм, найчастіше лежить в межах від 9 до 11 мм. Діаметр технічних мотузок, що застосовуються в промисловому альпінізмі, — 10-12 мм. Під час змагань суддівська страховка може проводитися 12-, 14- і 16-міліметрової мотузкою.
Важливо: в практичній роботі товщина мотузки має відношення тільки до загальної ваги, гнучкості, зручності застосування і т. ін. і не є показником надійності мотузки (див. нижче).

## Динамічні та статичні мотузки
Примітка: Динамічними називаються навантаження, які швидко змінюються за величиною і напрямком. 
Основна відмінна риса, яка визначає вид даної мотузки, це її динамічні якості — здатність розтягуватись під навантаженням. Ще при конструюванні мотузки в залежності від бажаних експлуатаційних властивостей задається здатність до розтягування як під час нормальних навантажень, так і при поглинанні різкого ривка. Згідно зі ступенем розтягування під навантаженням, а також цілями, для яких вони застосовуються, мотузки підрозділяється на два основні види: динамічна, або альпіністська мотузка і статична, або спелеомотузка.

### Динамічні мотузки
Основна властивість динамічних мотузок — це здатність амортизувати динамічні удари, що виникають при зриві з фактором падіння більше 1 (див. врізку). Виробляється в основному для потреб альпінізму. Їх основні якості визначаються нормами UIAA.
Вимоги UIAA і EN892 (європейські вимоги) для динамічної мотузки:
- Сила ривка повинна бути не більше 12 кН при факторі ривка 2 з масою 80 кг (55 кг для напівмотузки або подвійної мотузки);
- Мотузка повинна витримувати не менше 5 ривків з фактором ривка 2 і масою, зазначеною вище;
- Подовження не повинно бути більше 8 % під вантажем 80 кг (для напівмотузки не більше 10 % під вантажем 80 кг);
- Гнучкість при зав'язуванні вузлів — коефіцієнт гнучкості (діаметр мотузки / діаметр мотузки всередині вузла при навантаженні 10 кг) повинен бути не більше 1,2;
- Зсув обплетення мотузки щодо серцевини — 2 метри мотузки протягають через спеціальний пристрій 5 разів. Зсув обплетення мотузки щодо серцевини повинен бути менше 40 мм;
- Маркування повинне вказувати тип мотузки (одинарна, напівмотузка або подвійна мотузка), виробника і CE-сертифікат.

Для перевірки динамічних мотузок застосовують тест «Dodero». Найкращі зразки мотузок витримують до 16 ривків.

#### Недоліки
- Динамічні мотузки м'які, і як правило, сильно намокають і обмерзають;
- На м'яких мотузках погано тримають жумари;
- При використанні жумарів необхідність топтатися на місці, поки не вибирається до 5-6 метрів подовження, перш ніж спелеолог або альпініст відірветься від підлоги;
- Постійні підскоки при кожному переміщенні самохвату (жумару) по мотузці;
- Під час підскоків при зіткненні зі скелею еластична мотузка більше треться;
- Динамічні мотузки не можна використовувати під постійними статичними навантаженнями (переправи, перила).

Динамічно мотузки бувають наступних типів:

#### Одинарна динамічна мотузка або основна мотузка
Одинарним (основним) називається такий тип динамічної мотузки, який за своєю конструкцією призначений для використання для страховки при вільному лазінні і має необхідні якостями для надійного затримання падіння з максимальним фактором 2. Товщина основної мотузки найчастіше від 9 до 11,5 мм. При просуванні мотузка послідовно проклацується в карабіни проміжних точок страховки.

##### Переваги
- Одинарна мотузка найбільш довговічна у використанні, простіша в роботі;
- Вона легша, ніж дві напівмотузки (але важча від здвоєної мотузки).

##### Недоліки
- На відміну від здвоєних мотузок менш захищена від перебивання каменями, льодом або від обрізання об гострий край скелі;
- Необхідно стежити, щоб при проходженні через проміжні точки вона не робила великих перегинів, так як при цьому зростає тертя при її проходженні, мотузку важко вибирати, це може привести до зриву, уповільнює роботу першого в зв'язці;
- При проходженні через багато карабінів під час зриву через тертя мотузка може не подовжитися і динамічні властивості можуть не проявлятися в повній мірі.

Щоб уникнути цього необхідно використовувати відтяжки, страхувальні точки розташовувати більш оптимально, спрямляючи хід мотузки.

#### Напівмотузка
Напівмотузкою називається динамічна мотузка, яка обов'язково повинна бути здвоєна при страховці. У одиночній напівмотузці немає необхідних якостей для того, щоб витримати падіння з фактором 2. Напівмотузки мають діаметр 8,5-10 мм. При використанні системи з двох напівмотузок вони по черзі заклацуються в різні карабіни і різні точки страховки, утворюючи дві паралельні доріжки. Напівмотузки заклацуються в карабіни по черзі, розподіляючи одну мотузку справа по ходу руху, іншу — зліва. Не допускається перехльост мотузок. Зазвичай використовують напівмотузки різних кольорів.

##### Переваги
- Кожна мотузка заводиться в менше число карабінів;
- При використанні двох напівмотузок зменшується тертя в карабінах та об рельєф, що допомагає при роботі на складних маршрутах.
- Вони більш захищені від перебивання, хоча кожна мотузка менш надійна сама по собі і швидше виходить з ладу через пошкодження обплетення;
- Зручна при спуску дюльфером (швидкісному спуску) — не потрібно нести ще одну мотузку. Одна мотузка застосовується для спуску, інша — для страховки.

##### Недоліки
- Прийоми страховки складніші, ніж для одинарної мотузки і від того, хто страхує, вимагається більший досвід й увага. При нижній страховці треба стежити, щоб у кожній з мотузок не було провисання. При заклацуванні мотузки в карабін проміжної точки перший у зв'язці вибирає одну з мотузок. Той, хто страхує, повинен оперативно видати її і в разі необхідності — терміново вибрати в початкове положення. При цьому розташування іншої гілки мотузки не змінюється;
- Пара з двох мотузок важча в порівнянні з одинарною мотузкою;
- Менш довговічна.

#### Здвоєна мотузка
Здвоєна (подвійна або цвілингова) мотузка — використовують як одинарну, проклацують одночасно обидві мотузки в кожен карабін. Діаметр здвоєної мотузки 7,8-9 мм. Згідно з деякими авторами, здвоєну мотузку потрібно проклацувати в точці страховки через різні карабіни, так як при зриві мотузки можуть затиснути одна одну і перебитися.

##### Переваги
- Її легше вибирати першому в зв'язці (2 тонкі мотузки легше проходять через карабіни і рельєф);
- Її зручно використовувати при дюльфері;
- Вона легша, ніж одинарна і подвійна мотузка.

##### Недоліки
- Вона тонша і, отже, легше ушкоджується;
- Її не можна використовувати для перил.

### Статичні мотузки
У другій половині 1960-х років в практику спелеології та альпінізму увійшли два нові прилади — спусковий пристрій і самохват (жумар). Їх швидке і широке поширення всього за кілька років повністю змінило техніку проходження вертикальних печер. Після того як мотузка стала основним засобом не тільки страховки, але і підйому, її велика еластичність, корисна для страховки, відразу перетворилася в її основний недолік (див. недоліки динамічних мотузок). Все це вимагало створення мотузки з малим ступенем подовження, яка отримала найменування статичної. Така мотузка використовується насамперед для цілей спелеології, і тому ще називається «спелеологічною».
Як підказує сама назва, статична мотузка має обмежену еластичність і не призначена для амортизації великих динамічних навантажень. Статична мотузка може витримати падіння з фактором менше 1.

#### Особливості статичної мотузки
- Статична мотузка застосовується для фіксованого навішування, тобто для провішування колодязів та облаштування перил;
- Через нижчий ступінь подовження її здатність поглинати енергію нижча, а пікові динамічні навантаження значніші. Вони перевищують 1000 кгс при падінні вантажу вагою 80 кг з фактором, рівним всього 1, у той час як для динамічної мотузки це значення рідко перевищується навіть при падінні з найвищим фактором — 2.
- Чим менша еластичність мотузки, тим менше допустимий фактор падіння;
- Статичну мотузку можна застосовувати для страховки партнера тільки за умови, що страховка здійснюється згори.

Вимоги prEN 1891 (європейські вимоги) для статичних мотузок:
- Сила ривка повинна бути менше 6 кН при факторі ривка 0,3 і вазі 100 кг;
- Мотузка повинна витримати як мінімум 5 ривків з фактором падіння 1 і вагою 100 кг, з вузлом «вісімка»;
- Подовження, що виникає при навантаженні від 50 до 150 кг, не повинно перевищувати 5 %;
- Коефіцієнт гнучкості при зав'язуванні вузлів (діаметр мотузки / діаметр мотузки всередині вузла при навантаженні 10 кг) — повинен бути не більше 1,2;
- Зсув обплетення мотузки щодо серцевини — 2 метри мотузки протягають через спеціальний пристрій 5 разів. Зсув обплетення мотузки щодо серцевини повинен бути не більше 15 мм;
- Вага обплетення мотузки повинна бути не більше певної частки від загальної маси мотузки;
- Статичне зусилля на розрив — мотузка повинна витримувати не менше 22 kN (для мотузок діаметром 10 мм і більше) або 18 kN (для 9 мм мотузок), з вузлом «вісімка» — 15 кН.
- Маркування — на кінцях мотузки вказується тип мотузки (A або B), діаметр, виробник.

Статичні мотузки бувають 2 типів:

#### Тип A
Тип A — використовується для висотних та рятувальних робіт, а також для спелеології.

#### Тип Б
Тип B — мотузка меншого діаметра розрахована на менше навантаження, ніж мотузка типу А. Можна використовувати тільки для спуску (дюльфером).

### Статико-динамічна мотузка
Прагнучи в одній мотузці об'єднати властивість динамічних і статичних мотузок, конструктори декількох фірм розробили її різновид — так звану статико-динамічну мотузку.
Статико-динамічна мотузка теж має кабельну конструкцію, але складаються з трьох конструктивних елементів: двох різних за своїми динамічними якостями несучих серцевин і захисного обплетення. Центральна серцевина статико-динамічних мотузок складається з поліестерних або кевларових волокон. Вона попередньо натягується до певної межі, щоб зменшити її можливість подовжуватися під навантаженням. Друга серцевина, обплетена навколо центральної, зроблена з поліамідних волокон, які еластичніші, ніж поліестерні або кевларові. Волокна захисного обплетення теж поліамідні.
Ідея, закладена в цій конструкції, така: при нормальному користуванні, тобто при спуску і підйомі, навантаження цілком сприймає менш еластична серцевина, і поведінка мотузки до навантаження 650—700 кг статична. При навантаженні понад 700 кг ця серцевина рветься і при цьому поглинає частину енергії падіння. Частина її поглинається значно еластичнішою поліамідної серцевиною.

## Різне

### Міцність мотузок

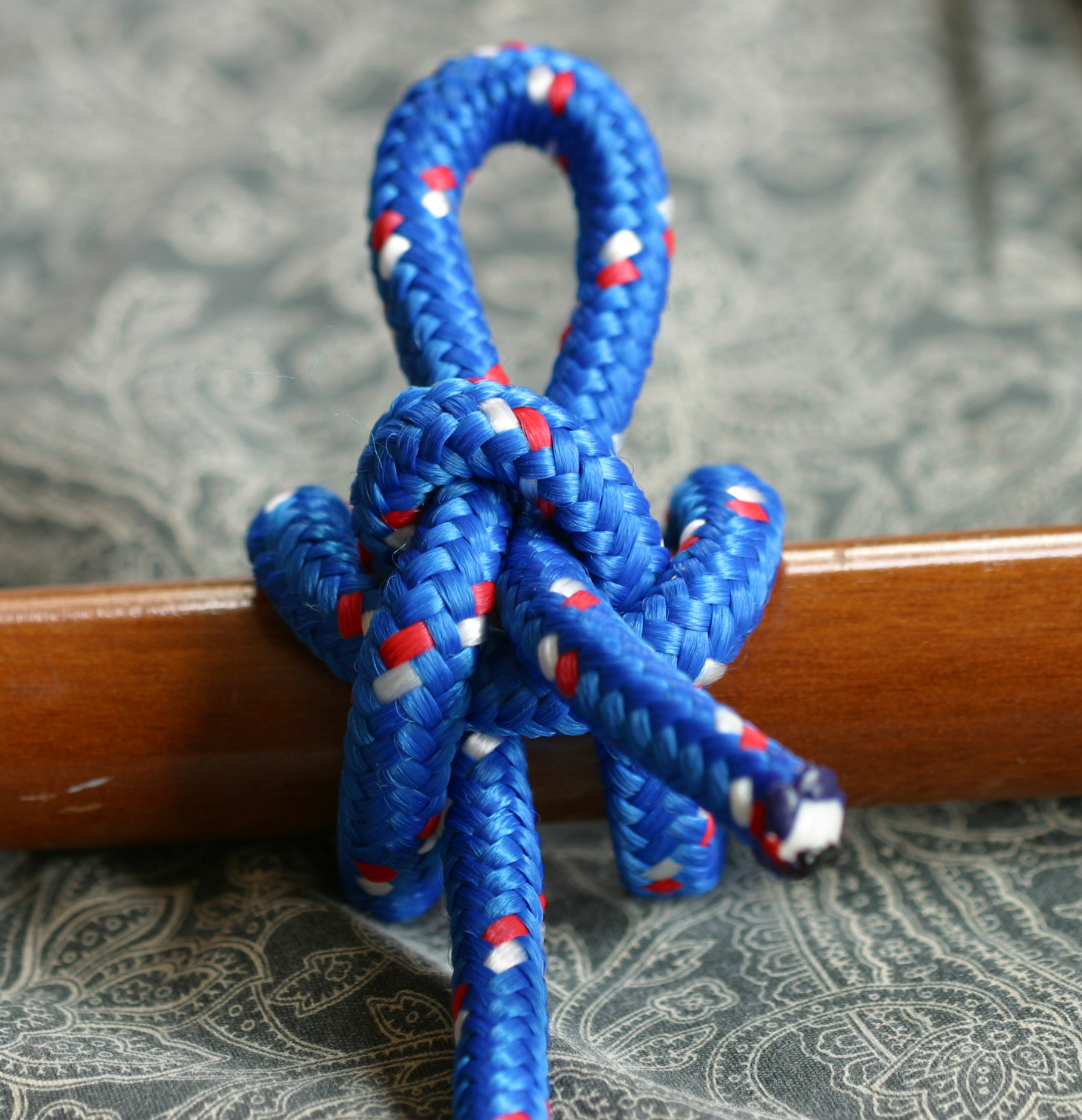
Будь-який вузол в тій чи іншій мірі послаблює мотузку. Грамотно підібравши вузли можна значно знизити ослаблення.

Величини оголошеної міцності на розрив, гарантовані виробниками, дуже значні — від 1700 кг для 9-міліметрової мотузки до 3500 кг для 14-міліметрової і більше. Проте багато чинників знижують міцність мотузок і не слід орієнтуватися на ці цифри:
- Перегин у вузлах — в залежності від вузла, зменшує міцність мотузки на 30-60 % (від 30 % для вузла дев'ятка до 59 % для вузла зустрічний провідник). Сили, що діють на навантажену мотузку без вузлів, розподіляються рівномірно по всьому її поперечному перерізу. Якщо мотузка перегинається, сили при навантаженні розподіляються нерівномірно. Частина ниток, що знаходяться на зовнішній стороні дуги, натягається досить сильно. У зоні перегину виникають і поперечні зусилля, які підсумовуються з поздовжніми і додатково навантажують нитки мотузки. Чим сильніше вона вигнута, тим більшою мірою зменшується її міцність;
- Вплив води і вологості — поглинання води поліамідними волокнами, з яких складається мотузка, значне. Випробування з вузлами показали, що волога мотузка на 4-7 % слабкіша від сухої. При замерзанні мокрої мотузки її міцність зменшується ще більше, до 18-22 %. Вологі кевларові мотузки слабшають на величину до 40 %.;
- Старіння — під впливом фотохімічних і термічних процесів, як і внаслідок окислювального впливу повітря, полімери піддаються безперервному прогресуючому незворотному процесу — деполімеризації або старінню. Деполімеризація особливо швидко йде в перші місяці після виробництва, потім процес сповільнюється. Процеси старіння протікають незалежно від того, експлуатується мотузка чи ні. Процес особливо інтенсивно йде під впливом тепла і світла.
- Знос при використанні — в результаті механічних впливів, яким мотузка піддається в процесі експлуатації, одночасно зі старінням вона зношується і фізично. Особливо великий внесок у зменшення міцності дає абразивна дія внаслідок тертя. Особливо несприятливий вплив, який сприяє інтенсивному зносу мотузки, викликають спускові пристрої, засмічені глиною, брудом і т. ін. Навіть при слабкому забрудненні глиною протягом короткого часу міцність зменшується приблизно на 10 %.

Всі вищевикладені факти призводять до того, що практична міцність у мотузки, що була у вживанні, може бути значно меншою від заявлених значень. Наприклад, спелеомотузка, що випускалися в 1981-82-х роках фірмою «Edelrid-Superstatic», має оголошену міцність 2500 кгс. Після 5 років експлуатації її практична міцність склала менше 700 кгс.

### Маса мотузки
Маса мотузки залежить від товщини. Виробник вимірює масу у стандартних умовах (вологість повітря 65 %, температура 20 °C) і вказує у паспорті мотузки (у грамах на метр). Зазвичай маса становить від 52 до 77 г/м залежно від товщини та конструкції. Волога мотузка набирає додатково до 40 % від початкової маси. Зараз для спелеології застосовують імпрегновані мотузки, які менше намокають («Drylonglife», «Everdry», «Superdry»).

### Зберігання
- Мотузку слід зберігати в сухому, темному, прохолодному місці, бажано в чохлі.
- Її не можна тримати в розтягнутому стані, при цьому втрачаються її еластичні властивості.
- Якщо мотузка забруднилася — її потрібно випрати спеціальним засобом (або просто ретельно прополоскати в холодній воді), після чого, добре промивши від миючого засобу, сушити в розкладеному (не розтягнутому) стані.
- Не піддавати мотузку хімічному і тепловому впливу. Треба знати, що ультрафіолетове випромінювання слабо впливає на міцність гарної мотузки, але будь-яке джерело тепла псує і руйнує синтетичні волокна. Не можна сушити мотузку близько опалювальних приладів або під жарким сонцем.
- Уважно оглядати мотузку на наявність пошкоджень обплетення або внутрішніх пошкоджень, особливо перед використанням. При наявності ушкоджень — замінити мотузку або обрізати пошкоджену ділянку.
- Після сильних ривків мотузку бажано замінити (в паспорті вказується, на скільки ривків з яким фактором розрахована мотузка).
- Використовувати мотузку можна 2 роки, але не більше 5 років з моменту випуску. При цьому відбувається старіння волокон і їх деполімеризація. Після 5 років її властивості можуть змінитися, і вона не буде відповідати нормам UIAA. У книзі Г. Хубера «Альпінізм сьогодні» наводиться такий критерій тривалості використання мотузки — 11-мм мотузку використовувати не більше 300 довжин лазіння.

### Довжина мотузок
В альпінізмі існує одиниця вимірювання довжини складного схилу — мотузка. Класично вона рівна 40 м. Це відстань комфортної чутності, а часто і видимості членів зв'язки, проте така довжина мотузок практично повністю втратила свою актуальність, поступившись місцем мотузкам по 50 м. Останні віяння в альпінізмі, розвиток страхувальних пристроїв, засобів зв'язку та збільшення складності маршрутів сприяють поширенню 60-метрових мотузок, а Європейським стандартом для нових маршрутів є мотузки на 70 метрів.